# Иваньево
Иваньево — деревня в Одинцовском районе Московской области, в составе сельского поселения Ершовское. Население 102 человека на 2006 год, в деревне числится 1 улица — Заречная. До 2006 года Иваньево входило в состав Саввинского сельского округа.
Деревня расположена на северо-западе района, в 8 километрах на запад от Звенигорода, высота центра над уровнем моря 161 м.
Впервые в исторических документах деревня встречается в Экономических примечаниях 1800 года, согласно которым в Иваньево, подчинённом («тянувшем») сельцу Анашкино, значилось 19 дворов и 120 душ мужского и 118 женского пола. На 1852 год в деревне числилось 40 душ мужского пола и 43 — женского, в 1890 году — 137 человек. По Всесоюзной переписи 17 декабря 1926 года числилось 25 хозяйств и 134 жителя, по переписи 1989 года — 14 хозяйств и 29 жителей.